# Římská kolonie
Colonia (plurál coloniae) byla původně římská předsunutá výspa vojenského charakteru, budovaná na dobytém území k zajištění poražených nepřátel sídlících v jejím okolí. V dobách římské republiky se rozlišovaly kolonie římských občanů a latinské kolonie. Později se vyvinuly ve významný prostředek zaopatření nemajetných občanů a zvláště válečných veteránů zemědělskou půdou. Termín kolonie postupně začal sloužit jako čestný titul označující nejvyšší status římských měst.

## Císařství a pozdní antika
Příklady Coloniae v době císařství:
- v provincii Germania inferior:
  - Colonia Claudia Ara Agrippinensium, pozdější Kolín nad Rýnem
  - Colonia Ulpia Traiana u Xantenu
- v provincii Germania superior:
  - Colonia Augusta Raurica, dnes Augst
  - Aventicum, dnes Avenches
- v provincii Gallia Belgica
  - Augusta Treverorum, dnes Trevír
- v provincii Raetia
  - Augusta Vindelicorum, dnes Augsburg
- v provincii Noricum
  - Colonia Aurelia Antoniana Ovilabis, dnes Wels
- v provincii Pannonia
  - Carnuntum, dnes Petronell-Carnuntum
  - Colonia Claudia Savaria, dnes Szombathely
- v provincii Britannia:
  - Lindum Colonia, dnes Lincoln
  - Camulodunum, pozdější Colonia Claudia Victricensis, dnes Colchester
  - Eboracum, pozdější Colonia Eboracensium, dnes York
- v provincii Iudaea:
  - Ierusalem, po vzpouře Bar Kochba znovu vybudováno jako Colonia Aelia Capitolina
- v provincii Moesia:
  - Colonia Ulpia Oescus
  - Colonia Ulpia Ratiaria
- v provincii Thracia
  - Colonia Flavia Deultemsium, dnes Burgas
- v provincii Africa:
  - Babba Iulia Campestris v Mauretánii
  - Colonia Thaenae, 12 km od Sfaxu
  - Colonia Iunonia Carthago, realizována v roce 29 př. n. l. jako Colonia Iulia Concordia Carthago na místě zničeného Kartága
  - Taucheira